# Viện Hàng không Dân dụng Cuba
Viện Hàng không Dân dụng Cuba (IACC, tiếng Tây Ban Nha: Instituto de Aeronáutica Civil de Cuba) là cơ quan hàng không dân dụng của Cuba, có trụ sở chính tại Vedado, Quảng trường Cách mạng, La Habana.
IACC được lập ra theo Sắc lệnh Luật số 85 ngày 12 tháng 6 năm 1985. Ramón Martínez Echevarría là chủ tịch IACC cho đến năm 2010.